# Protoptila morettii
Protoptila morettii är en nattsländeart som beskrevs av Morse 1990. Protoptila morettii ingår i släktet Protoptila och familjen stenhusnattsländor. Inga underarter finns listade i Catalogue of Life.